# Bimota DB6
La Bimota DB6, chiamata anche DB6 Delirio, è una motocicletta costruita dalla casa motociclistica italiana Bimota dal 2005 al 2012.
Il nome, come da nomenclatura standard della casa, sta ad indicare che questo è cronologicamente il sesto modello dotato di propulsore Ducati.

## Descrizione
La DB6 è stata presentata per la prima volta ad EICMA 2005.
Progettata da Sergio Robbiano, utilizza lo stesso propulsore della Ducati 1000 Multistrada, che qui sviluppa 92 CV a 8500 giri/min per 9 mkg a 4500 giri/min. È alimentato da sistema iniezione elettronica indiretta Magneti Marelli da 45 mm di diametro. Il telaio è un traliccio tubolare in lega di cromo-molibdeno. La forcella telescopica rovesciata da 50 mm di diametro è una Marzocchi mentre l'ammortizzatore posteriore è della Extreme Tech.
Il sistema frenante fornito da Brembo, è composto a due dischi da 320 mm all'anteriore e un disco singolo da 220 mm al posteriore, azionati rispettivamente da pinze a quattro e due pistoncini. I terminali di scarico in acciaio inox sono posizionati nella zona del sottosella.

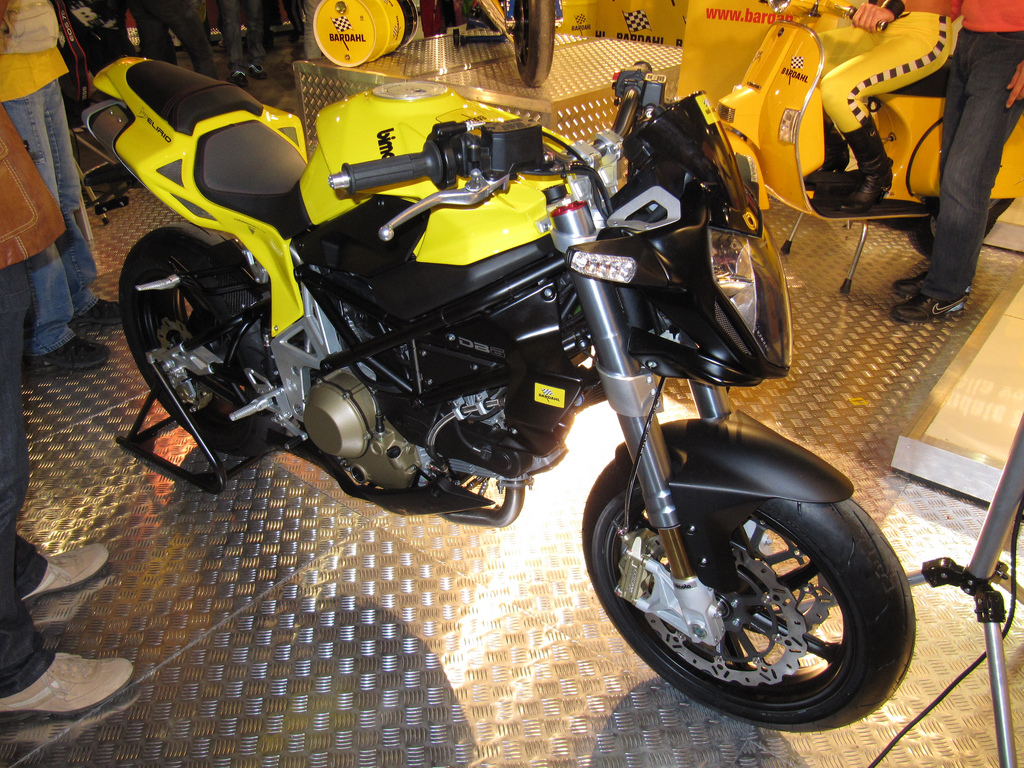
DB6 Delirio 1100

## Evoluzione e versioni speciali

### DB6 Delirio 1100
Nel corso del 2007 la DB6 ha ricevuto il motore della Ducati 1100 Hypermotard. Oltre all'aumento della cilindrata a 1078 cm³, cambia la frizione che è a secco e l'iniezione fornita dalla Walbro. La potenza sale a 95 CV a 7000 giri/min per una coppia di 10,5 mkg a 5500 giri/min.
Il passo aumenta di 5 mm, l'altezza della sella sale a 810 mm e l'escursione della ruota posteriore è di 120 mm.

### DB6 Delirio Azzurro

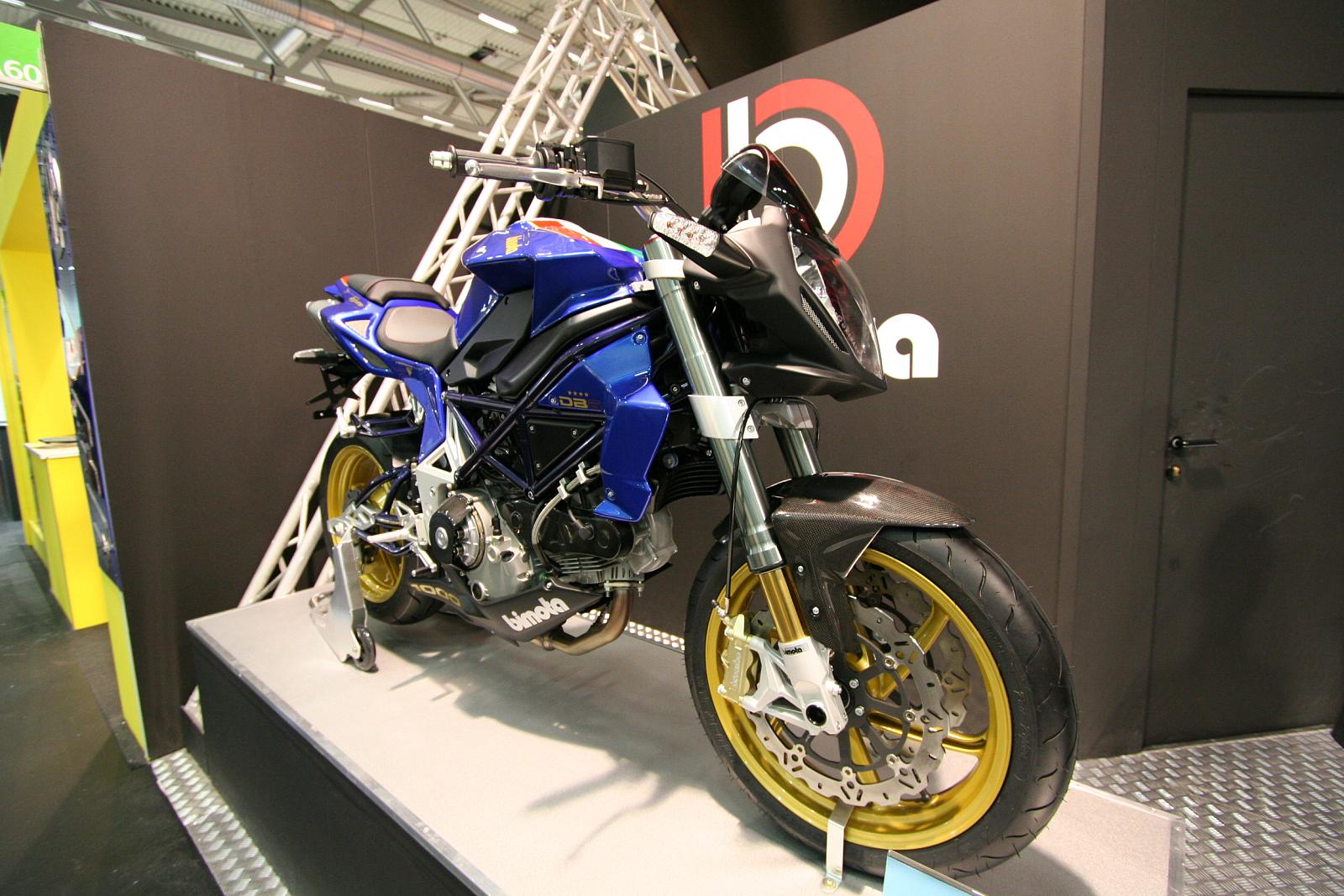
DB6 Delirio Azzuro

Per omaggiare la vittoria della squadra italiana di calcio nella Coppa del Mondo 2006, Bimota ha realizzato una serie limitata di 23 esemplari della DB6 chiamata DB6 Delirio Azzurro; la moto ha una livrea di colore blu, con una bandiera italiana che percorre tutta la parte superiore della moto, dal fanale posteriore al manubrio. Ai lati della sella è dipinto in oro il monogramma "Azzurro" con disegnate quattro stelle, che ricordano i quattro titoli mondiali della squadra. I cerchi sono verniciati in oro.

### DB6R

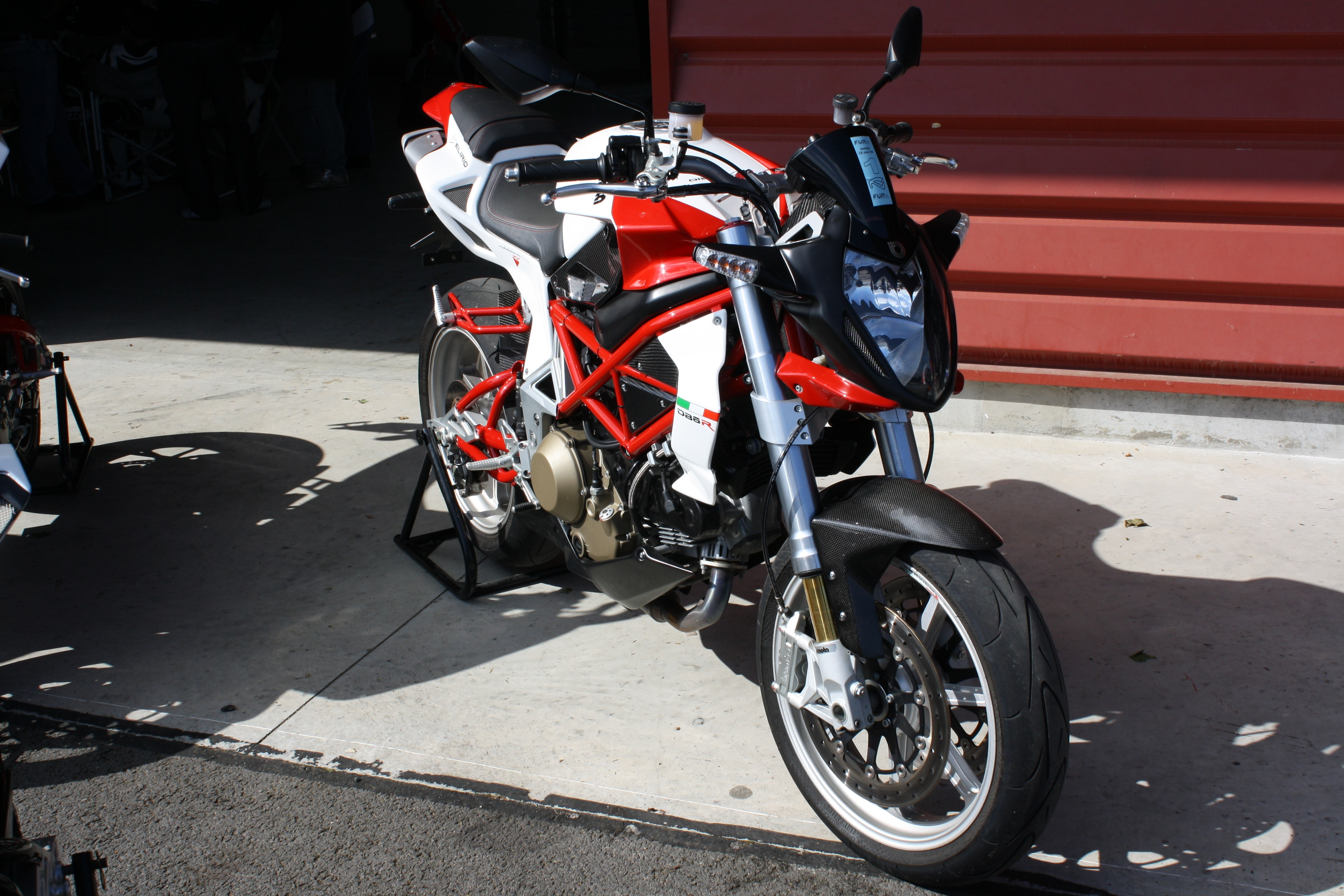
DB6R

Al Salone di Milano 2007 esordisce la DB6R. Il peso è ridotto a 170 kg grazie all'utilizzo della fibra di carbonio per il cupolino, il serbatoio e su tutte le parti della carenatura. I cerchi sono in alluminio forgiato. Il motore rimane quello montato sulla DB6 standard.

### DB6E e DB6RE
Alla fine del 2011, la DB6 e la DB6R sono state  oggetto di una pesante rivisitazione, venendo rinominate rispettivamente DB6E e DB6RE (dove la "E" sta per evoluzione). Riprendono il motore della Ducati Hypermotard 1100 Evo, aggiornato agli standard antinquinamento Euro 3, che sviluppa 98 CV a 7500 giri/min.

### DB6C e DB6S
In seguito il preparatore giapponese Motocorse ha realizzato una versione speciale per il mercato autoctono chiamata DB6C. Basato sulla DB6R, aggiunge uno scarico in titanio e cerchi Marchesini in alluminio forgiato. Ad essa si aggiunge la versione DB6S equipaggiata con sospensioni Öhlins e dischi freno anteriori maggiorati da 298 mm di diametro.

### DB6/TMC

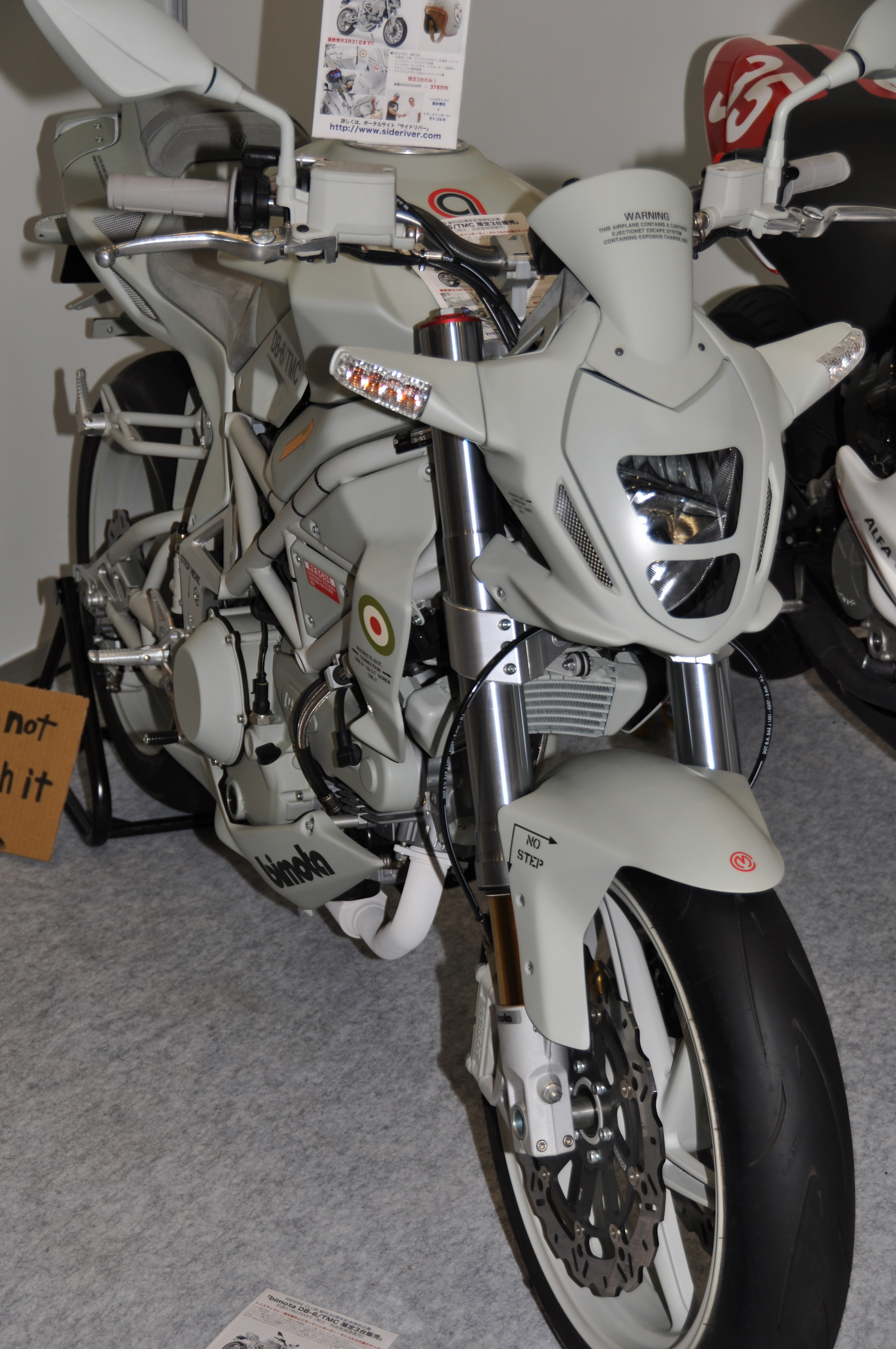
DB6/TMC

Nel marzo 2009, durante il Tokyo Motor Show, è stata presentata la DB-6/TMC, creata congiuntamente da Toy McCoy e l'importatore Motocorse (le cui iniziali sono rispettivamente TM e MC, unite per l'occasione in TMC). Gli elementi della carrozzeria sono decorati con una vernice grigio opaco, che richiama la mimetica degli aerei da combattimento. Il telaio, il forcellone, le pinze dei freni, i carter motore, i coperchi delle cinghie di distribuzione e i collettori di scarico subiscono lo stesso trattamento. Il manubrio è anodizzato in color marrone e la sella, recante la scritta "DB-6/TMC" è rivestita in alcantara. Ne sono stati realizzati solo tre esemplari, riservati per il mercato nipponico.

### DB6 Superlight
Il 11 marzo 2010, durante i Motodays di Roma, è stata presentata la DB6 Superlight. Come per la DB7 Oronero, questo allestimento è stato creato con la collaborazione di BR Bike Research. La DB6 è dotata di un telaio in fibra di carbonio, ancorato su piastre in alluminio; anche gli steli della forcella sono realizzati in fibra di carbonio. Il motore beneficia delle migliorie apportate dalla Ducati sull'Hypermotard, con un peso ridotto di tre kg; la DB6 Superlight pesa infatti 158 kg a secco, 19 in meno del modello standard.